# Anemone blanda
Anemone blanda là một loài thực vật có hoa trong họ Mao lương. Loài này được Schott & Kotschy mô tả khoa học đầu tiên năm 1854.

## Hình ảnh

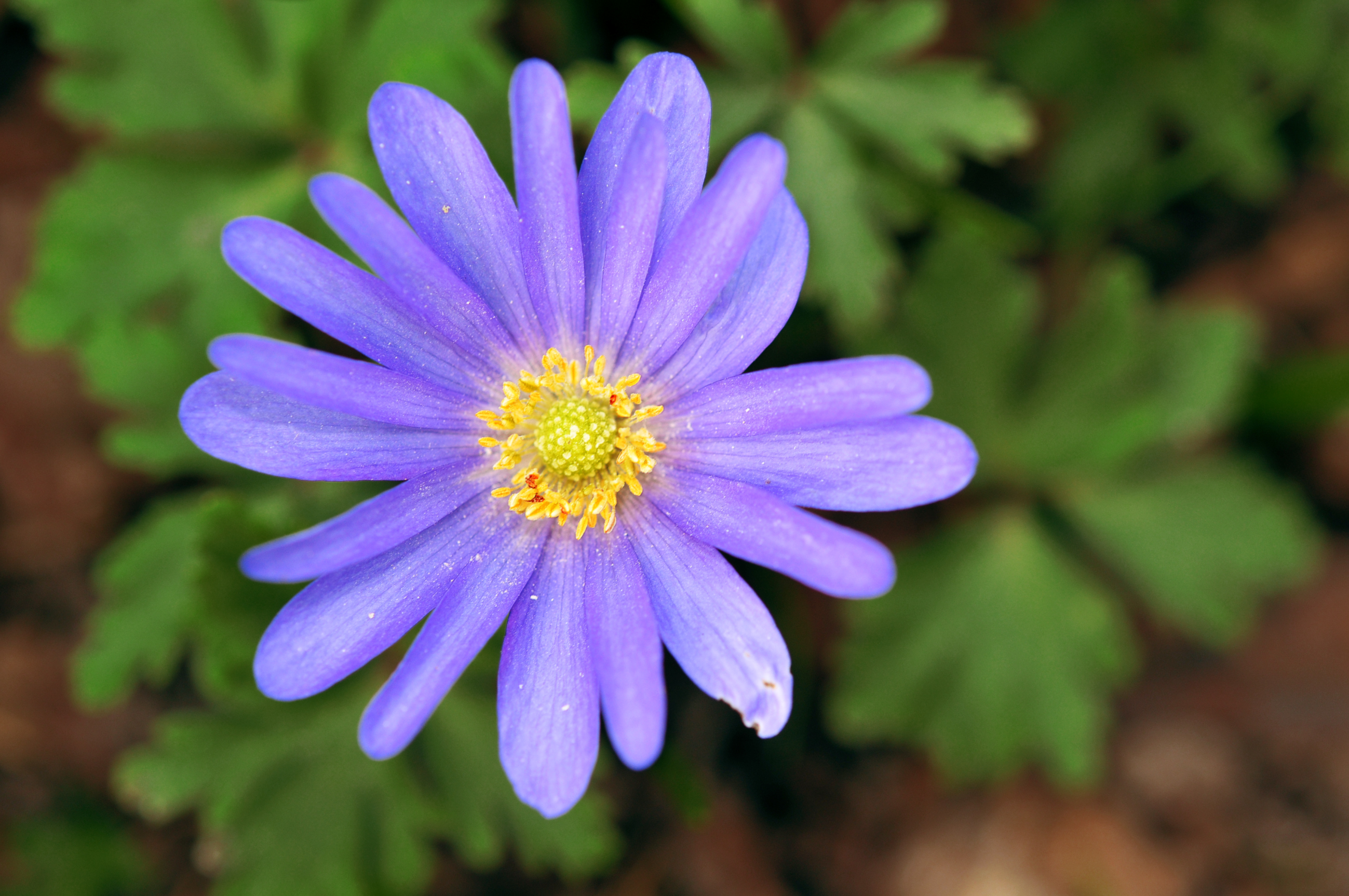
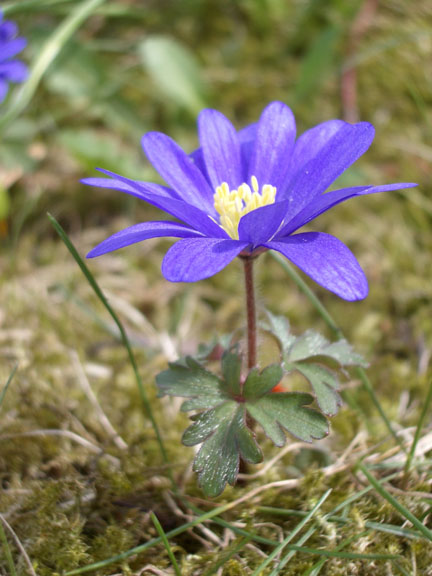